# 迪恩 (維多利亞州)
迪恩（英語：Dean）是澳大利亞維多利亞州的一個小鎮，位處墨尔本以西120（75英里）。迪恩郵政局於1861年9月2日開業，並於1980年結業。據2016人口普查所統計，該鎮人口為120。